# チャールズ・トムソン
チャールズ・トムソン（Charles Thomson、1729年11月29日 - 1824年8月16日）は、アイルランド出身のアメリカ独立期のフィラデルフィアのパトリオットのリーダーであり、大陸会議の全期間を通して書記を務めた。

## 若年期
トムソンは、アイルランドのロンドンデリー州マグヘラで、スコットランド系の移民の子として生まれた。1739年に母が亡くなると、父ジョン・トムソンはチャールズほか数人の子供を連れてイギリスの北米植民地に移住することにした。アメリカへの航海中に父が亡くなり、父の荷物は盗まれ、無一文になった兄弟たちはデラウェア植民地のニューキャッスルに到着した時点で離れ離れになった。チャールズは、ニューキャッスルの鍛冶屋の世話になり、ペンシルベニア植民地のニューロンドンで教育を受けた。1750年にフィラデルフィア・アカデミーでラテン語の教師となった。

## 政界でのキャリア

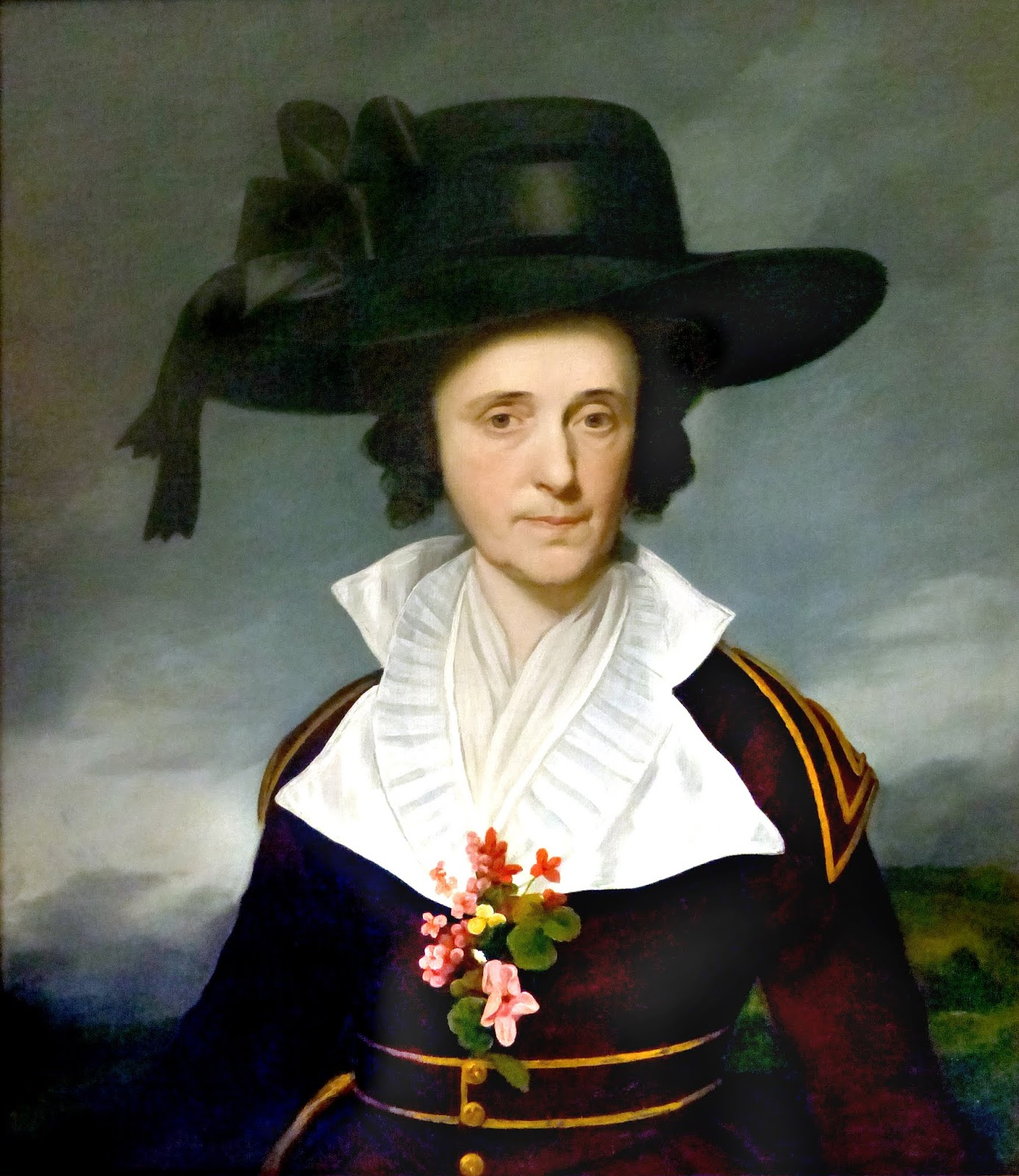
妻ハンナ・ハリソン・トムソンの肖像画（ジョセフ・ライト画）

フレンチ・インディアン戦争中、トムソンはペンシルベニア植民地総督の対インディアン政策に反対した。1758年のイーストン条約締結時には書記を務め、『デラウェアとシャワニーズのインディアンがイギリスの利益から離れた原因についての調査』（1759年）を執筆して、戦争の原因を植民地総督に求めた。トムソンは、反総督派のリーダーであるベンジャミン・フランクリンと同盟を結んでいたが、1765年印紙法をめぐる危機の中で政治的に決別した。トムソンは、フィラデルフィアの「自由の息子達」のリーダーとなった。1774年9月、著名なクエーカー教徒リチャード・ハリソンの娘、ハンナ・ハリソンと結婚した。1750年頃にアメリカ哲学協会に入会した。

アメリカ独立宣言の草稿を提出する様子（ジョン・トランブル画『独立宣言』）。議場中央のテーブルの右側で立っている人物がトムソン。

トムソンは、1770年代初頭の革命的危機のリーダーであった。ジョン・アダムズはトムソンを「フィラデルフィアのサミュエル・アダムズ」と呼んだ。トムソンは、大陸会議の全期間にわたって書記を務めた。大陸会議では、15年の間に多くの代表者が出入りしたが、トムソンは議論や決定事項の記録に尽力し、大陸会議の継続性をもたらした。1776年7月に発表された「独立宣言」の初版には、議会議長のジョン・ハンコックとともに、書記としてトムソンの名前が記載されている。ただし、書記であるため独立宣言への署名はしていない。

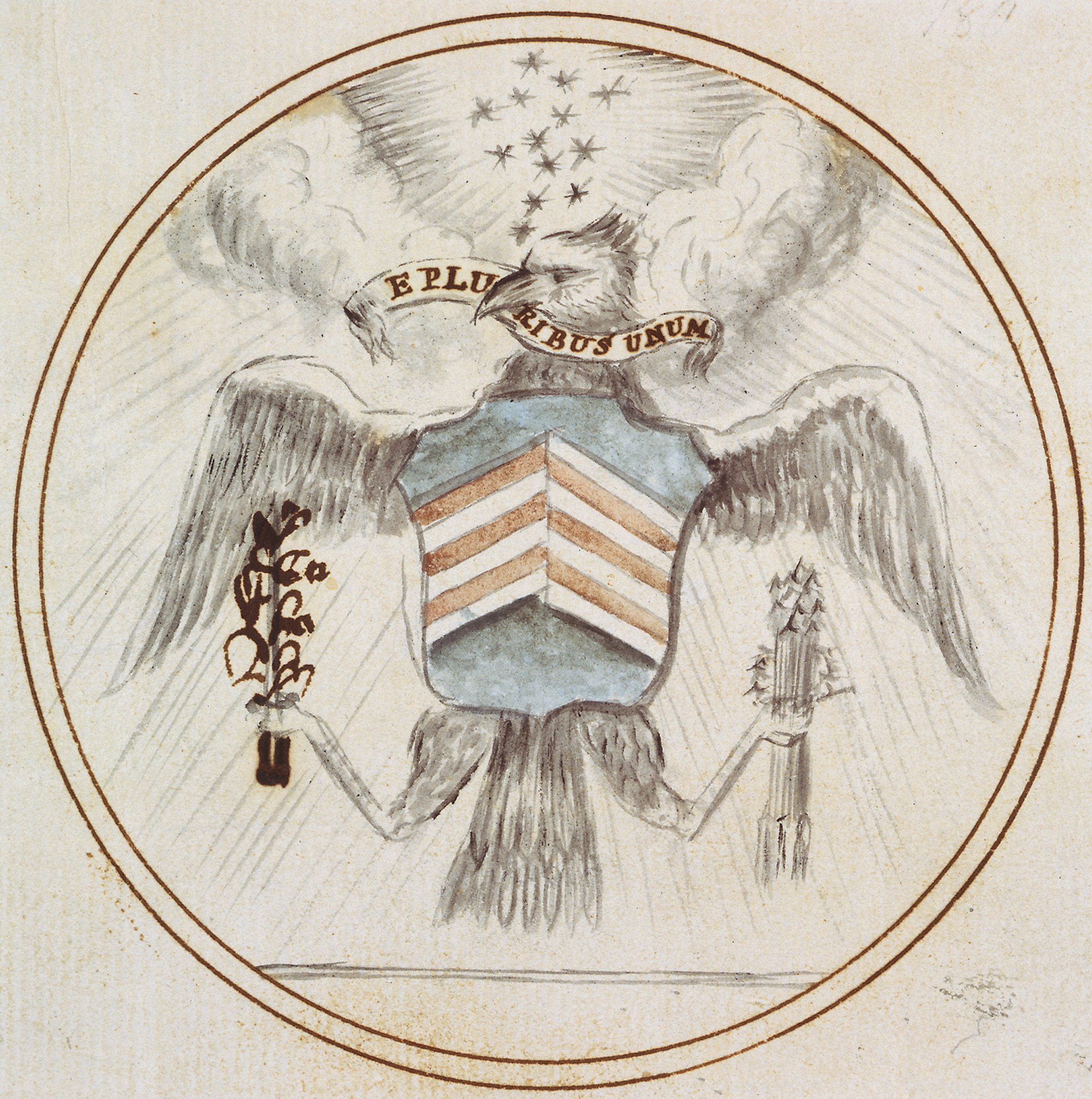
トムソンが提案した国章の案。これを修正したものが採用された。

大陸会議におけるトムソンの書記としての役割は、事務的なものだけではなかった。伝記作家のボイド・シュレンサーによれば、トムソンは「外交問題の遂行に直接的な役割を果たしていた」という。フレッド・S・ロレイターは、トムソンは実質的に「アメリカの首相」であったと指摘している。また、トムソンは、ウィリアム・バートンと共同でアメリカ合衆国の国章をデザインしたことでも知られている。この国章は、1784年1月14日のパリ条約の批准において重要な役割を果たした。パリでの署名の際、イギリス代表は当初、国章の配置や議会議長トマス・ミフリンの署名に異議を唱えていたが、ベンジャミン・フランクリンの説得によりこれを受け入れた。
しかし、トムソンの活躍には批判もあった。ジョン・アダムズの親友で大陸会議代表のジェームズ・サールは、トムソンが「議事録」に発言を誤って引用していると主張して、大陸会議の議場でトムソンと杖で喧嘩を始め、結果的に2人とも顔に傷をつけた。大陸会議において、このような議場での乱闘はよくあることだったが、その多くは、トムソンによる議事録の記録をめぐる議論がきっかけだった。政治的な意見の相違から、トムソンは合衆国憲法によって設立された新政府の役職に就くことができなかった。1789年7月、トムソンは大陸会議の書記を辞任し、国章を新政府に手渡して大陸会議の幕を下ろした。

## 著述
トムソンは大陸会議の書記として、大陸会議の官報に掲載する内容を選択した。
トムソンは、アメリカ独立戦争の政治史を網羅した千ページを超える著作を執筆した。しかし、書記を退任した後、独立戦争の指導者たちの英雄神話を守るために、この著作を破棄することにし、次のように述べた。「独立戦争の偉大な出来事に関する全ての歴史と矛盾しないようにしたい。世界の人々に、我々の偉大な人物の知恵と勇気を賞賛してもらおう。おそらく彼らは、自分たちに与えられた資質を取り入れるかもしれないし、そうすれば良いことがあるだろう。私は後世の人々を欺いてはならない」
ジョン・レスター・フォード編集の歴史印刷協会版の『バージニア覚書』（1894年）の出版者覚書によると、トムソンはロンドンのジョン・ストックデール社から約200部発行された英語版の原書に25ページの付録を寄稿している。1853年にJWランドルフ社がこの作品を再出版し、トーマス・ジェファーソンの遺言執行人であるトーマス・ジェファーソン・ランドルフが提供した資料を組み込んだ。この新しい出版物では、ストックデール社のオリジナルの出版物にあったいくつかの誤りが修正されており、その中にはジェファーソンが1785年にトムソンに宛てた手紙の中で記した"Pray ask the favor of Colo Monroe in page 5, line 17, to strike out the words 'above the mouth of the Appomattox,' that makes no sense of the passage..."（5ページ17行目のコロ・モンローの好意により、「アポマトックスの口の上」という言葉を削除してください。）という誤りも含まれている。歴史印刷協会版では、トムソンの注釈は付録から削除され、代わりに作品全体に脚注の形で、参照している原版に合わせて記載されている。

## 晩年

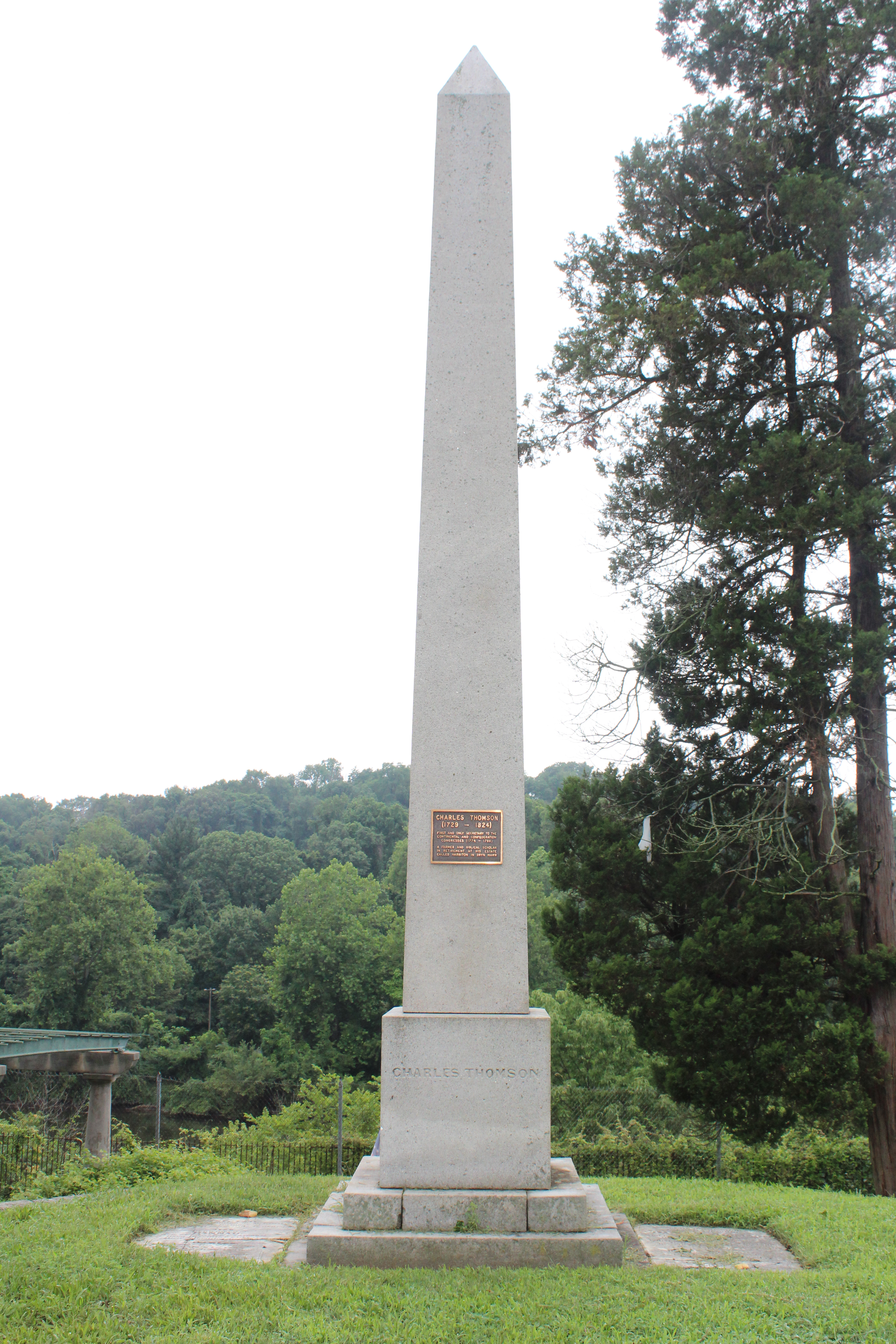
ローレルヒル墓地のトムソンの記念碑

晩年はペンシルベニア州ブリンマーのハリトン・ハウスで、七十人訳聖書の翻訳（七十人訳聖書トムソン版）に取り組んだ。1815年には4つの福音書の要約を出版した。引退後のトムソンは、農学や養蜂にも興味を持った。
トーマス・ジェファーソンが1822年にジョン・アダムズに宛てた手紙によると、トムソンは高齢になってから老衰し、自分の家族の一員を認識できなくなったという。ジェファーソンは手紙の中で「これが人生なのか? せいぜいキャベツの命に過ぎず、きっと願い事をする価値もないだろう」とアダムズに問いかけた。
トムソンは1824年8月16日に亡くなった。遺体はフィラデルフィアのローレルヒル墓地に埋葬されている。

## 演じた人物
ミュージカル『1776』の1969年の初演と、その1972年の映画化において、ラルストン・ヒルがトムソンの役を演じた。